# مارسيل كوردز
مارسيل كوردز (بالألمانية: Marcel Cordes)‏ هو مغني أوبرا ألماني، ولد في 11 مارس 1920 في Stelzenberg ‏ في ألمانيا، وتوفي في 26 نوفمبر 1992 في أنجيربيرغ في النمسا.

## وصلات خارجية
- مارسيل كوردز على موقع ميوزك برينز (الإنجليزية)
- مارسيل كوردز على موقع أول ميوزيك (الإنجليزية)
- مارسيل كوردز على موقع ديسكوغز (الإنجليزية)